# Jon Karrikaburu Jaimerena
Jon Karrikaburu Jaimerena (Elizondo, Navarra; 19 de setembre de 2002) és un futbolista professional navarrès que juga com a davanter a la Reial Societat

## Carrera de club
Nascut a Elizondo (Navarra), Karrikaburu es va incorporar al planter de la Reial Societat el 2014, amb 12 anys. Va debutar l'equip C amb només 17 anys, el 14 de setembre del 2019, sent titular i marcant l'únic gol del seu equip en una derrota a domicili a Tercera Divisió davant el Pasaia (2-1).
Karrikaburu va marcar deu gols amb l'equip C durant la primera temporada sènior, i va marcar un impressionant ritme de 22 gols en només 20 partits amb l'equip en la segona temporada; els més destacats inclouen dos hat-tricks contra l'Aurrerá Ondarroa (victòria per 4-1 a casa) i la SD Balmaseda FC (victòria per 4-2 fora) i quatre gols en una pallissa per 6-1 a la SD Deusto. En el seu debut amb el filial, el 28 de març del 2021, també va marcar el tercer de l'equip en una victòria per 4-1 davant l'Alavés B a Segona Divisió B.
El 3 de maig de 2021, Karrikaburu va renovar el seu contracte fins a 2026. Després del seu debut al filial B, va tenir un impacte immediat, contribuint amb quatre gols en nou partits en el retorn del seu equip a Segona Divisió després de 59 anys d'absència; un dels seus gols va ser el de la victòria a la pròrroga davant l'Algesires (2-1), que va segellar l'ascens del Sanse.
Karrikaburu va debutar com a professional el 14 d'agost de 2021, sent titular i marcant el gol de la victòria a casa davant el CD Leganés (1-0). Va debutar amb el primer equip el 30 de setembre, substituint el també del planter Mikel Oyarzabal a l'empat a casa davant l'AS Mònaco (1-1), corresponent a la UEFA Europa League de la temporada.
El 15 de gener de 2023, Karrikaburu va ser cedit al Leganés, de Segona Divisió, per a la qual cosa restava de temporada. L'1 de setembre, va marxar a l'Alabès, de primera divisió, també en qualitat de cedit.
El 6 de gener de 2024, després de ser poc utilitzat, es va rescindir la cessió de Karrikaburu a l'Alabès, i l'endemà va marxar cedit al FC Andorra de Segona Divisió pel que restava de temporada.